# Dialeurodes nagpurensis
Dialeurodes nagpurensis là một loài côn trùng cánh nửa trong họ Aleyrodidae, phân họ Aleyrodinae.
Dialeurodes nagpurensis được Sundararaj & David miêu tả khoa học đầu tiên năm 1991.